# 斯特靈斯鎮區 (北卡羅萊納州羅伯遜縣)
斯特靈斯鎮區（英語：Sterlings Township）是位於美國北卡羅萊納州羅伯遜縣的一個鎮區。

## 地方資料
斯特靈斯鎮區的面積為115.25平方千米，皆為陸地。根據2020年美國人口普查的數據，當地共有人口667人，而人口密度為每平方千米5.79人。